# 哈里·希尔
哈里·希尔（英語：Harry Hill，1916年5月8日—2009年1月31日），英国男子自行车运动员。他曾代表英国参加1936年夏季奥林匹克运动会自行车比赛，获得男子4000米团体追逐赛铜牌。